# Le Comte de Sallenauve

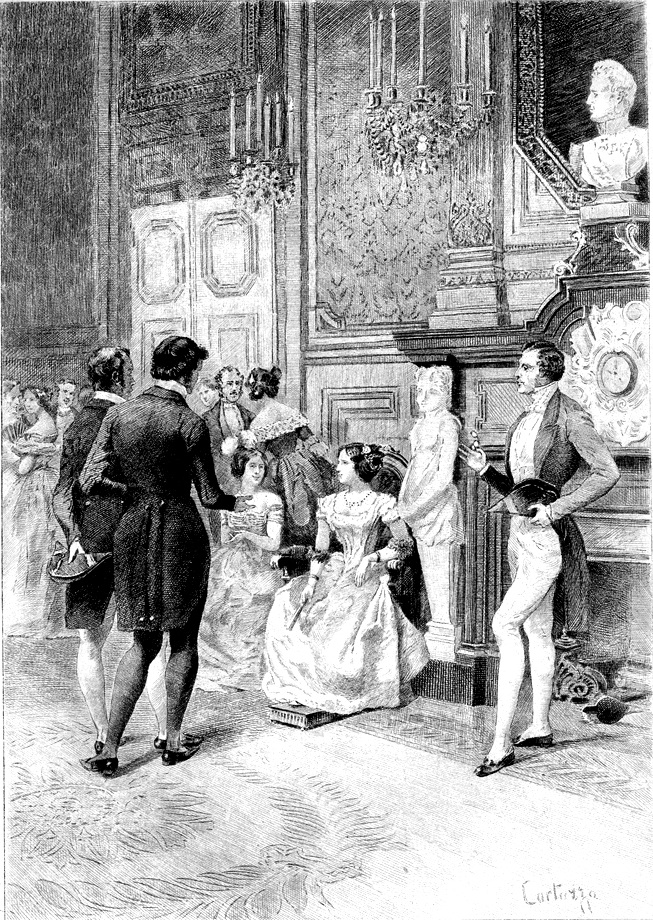
Le Député d’Arcis (deuxième partie).

Le Comte de Sallenauve est la deuxième partie du roman français d’Honoré de Balzac Le Député d'Arcis, inachevé à la mort de l’auteur qui avait chargé Charles Rabou de le terminer et qui fut publié en 1852 dans Le Constitutionnel, puis édité en volume chez Potter en 1856.
Le texte recycle un grand nombre de situations déjà apparues dans Une ténébreuse affaire et des personnages dont on a suivi l’évolution dans La Cousine Bette, notamment Philéas Beauvisage, un fils de fermier qui connaît une ascension fulgurante dans Le Député d'Arcis ; il devient l’amant de Valérie Marneffe dans La Cousine Bette et laisse son siège de député à Maxime de Trailles dans Béatrix. Le grand gagnant de l’affaire, qui est aussi un héros plus discret que d’habitude, est justement un ancien des Treize, Maxime, qui « fait une fin » honorable.
L’édition de l’ensemble du Député d’Arcis s’est poursuivie jusqu’en 1901 et a été l’objet de nombreuses critiques de la part des experts qui reprochaient notamment à Ève de Balzac son statut… d’experte qu’elle définissait ainsi : « […] quand on voudra des détails sur les habitudes, sur les mœurs, les relations, les faits et gestes enfin, de quelques membres de la famille nombreuse et impérissable créée par ce grand esprit et cette volonté énergique, c’est toujours à moi qu’il faudra s’adresser. »
Ainsi Charles Rabou, conseillé par Ève de Balzac, devait-il poursuivre aussi longtemps que possible la vie de cette « famille nombreuse et impérissable », ce qui donna lieu à un troisième volet du Député d’Arcis : La Famille Beauvisage.